# Cantó d'Olhèrgas
El cantó d'Olhèrgas és un cantó francès del departament del Puèi Domat, situat al districte d'Embèrt. Té sis municipis i el cap és Olhèrgas.

## Municipis
- Le Brugeron
- Marat
- Olhèrgas
- Saint-Gervais-sous-Meymont
- Saint-Pierre-la-Bourlhonne
- Vertolaye

## Història
| Data d'elecció                           | Identitat           | Partit      | Qualitat |
| ---------------------------------------- | ------------------- | ----------- | -------- |
| 1958-1970                                | M. Portebois        | SFIO        |          |
| 1970-1988                                | Lucien Drouot       | UDF-radical |          |
| 1988-                                    | Yves Fournet-Fayard | PS          |          |
| les dades anteriors no són pas conegudes |                     |             |          |
|                                          |                     |             |          |

## Demografia
| 1962  | 1968  | 1975  | 1982  | 1990  | 1999  | 2007  |
| ----- | ----- | ----- | ----- | ----- | ----- | ----- |
| 4.229 | 4.457 | 4.121 | 3.706 | 3.358 | 3.030 | 2.948 |